# Léopold Mérignargues
Pour les articles homonymes, voir Mérignargues.
Léopold Mérignargues est un sculpteur et ornemaniste français né à Nîmes (Gard) le 31 mars 1843 où il est mort  le 9 juin 1916.
Il est le père du sculpteur Marcel Mérignargues (1884-1965),.

## Biographie
Fils d'Anne Bigot, couturière et sœur du poète Antoine Bigot (Nîmes, 1818) et de David Mérignargues (Lyon, 1816), tailleur de pierre, Léopold Mérignargues fait partie d'une lignée de tailleurs de pierres originaires de Nîmes.
Amateur de belles-lettres, il écrit des poésies et publie en 1856 un mélange de poésies françaises et patoises.
Il suit des cours de modelage et d’ornement à l’École des beaux-arts de Nîmes auprès de l'artiste Paul Colin (1801-1873), un ancien élève de Bosio. Léopold Mérignargues est nommé professeur de modelage à l’École des beaux-arts de Nîmes à partir de 1893. En 1905-1906, il assure également les cours de garçons de dessin d’imitation. Parallèlement il poursuit une carrière d’artiste qui lui permet de participer à de nombreuses expositions régionales et reçoit des commandes publiques importantes : sculptures décoratives au lycée de garçons de Nîmes, sculpture décorative au lycée Jean-Baptiste-Dumas. C’est en tant que restaurateur de monuments historiques qu’il gagnera le mieux sa vie. Il collabore aussi avec son frère Casimir Mérignargues, spécialisé en taille de pierres de monuments funéraires.
Conseiller municipal de Nîmes en 1881, Léopold Mérignargues est à la tête de son propre atelier de sculpture où il emploie au moins trois employés : le marbrier Jacques Thibaud, le sculpteur Jean Boissier et le plâtrier David Estor.

## Œuvres
- Nîmes :
  - cimetière Saint-Baudile : Antoine Auguste Blachère, 1902, buste en bronze ornant la sépulture, œuvre disparue ;
  - galerie Jules Salles : décoration ornementale de la façade, 1894 ;
  - musée des Beaux-Arts : La Vénus de Nîmes, moulage en plâtre d'après la reconstitution de l'original d'époque romaine.

Œuvres de Léopold Mérignargues
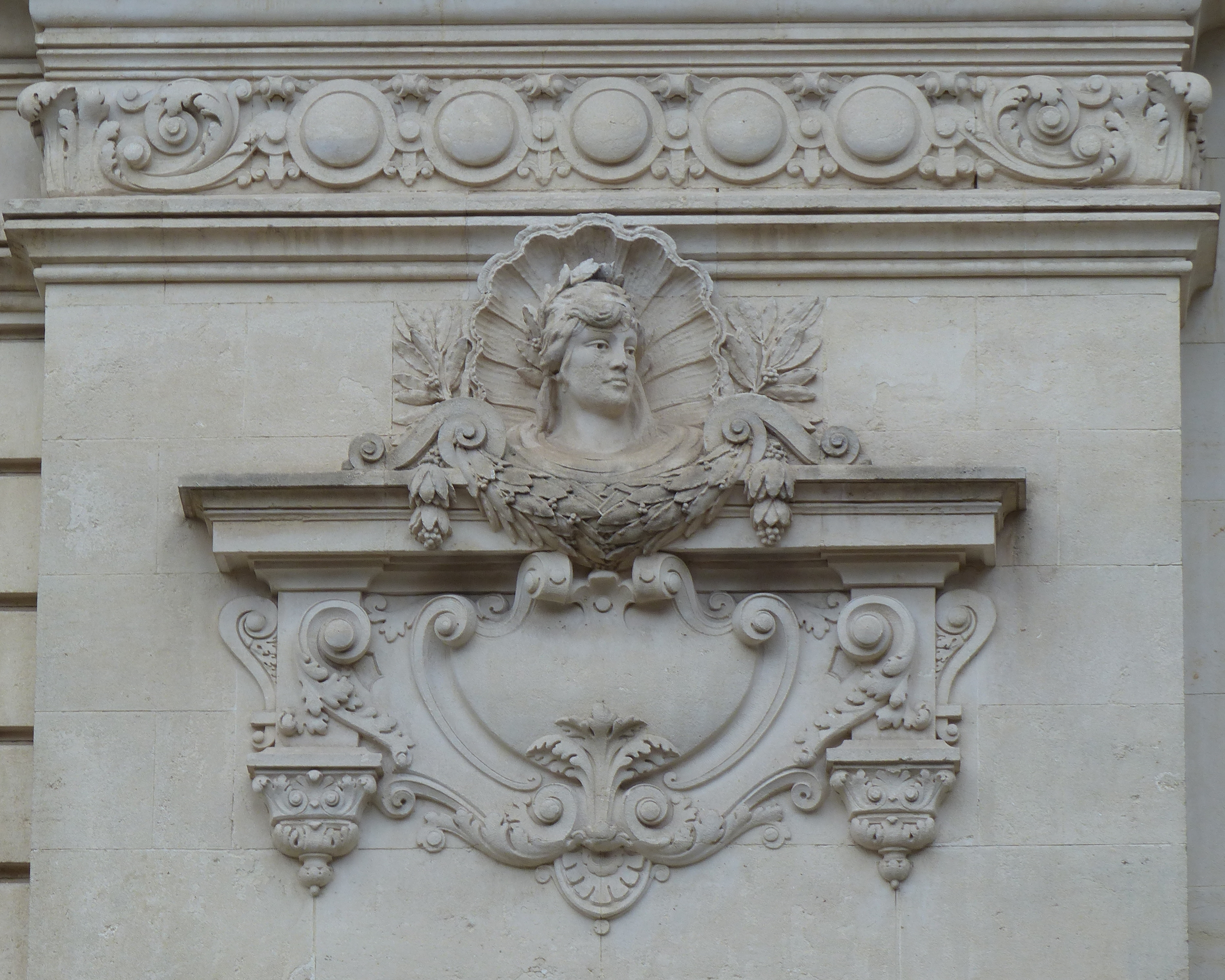
Façade de la galerie Jules Salles, Nîmes.
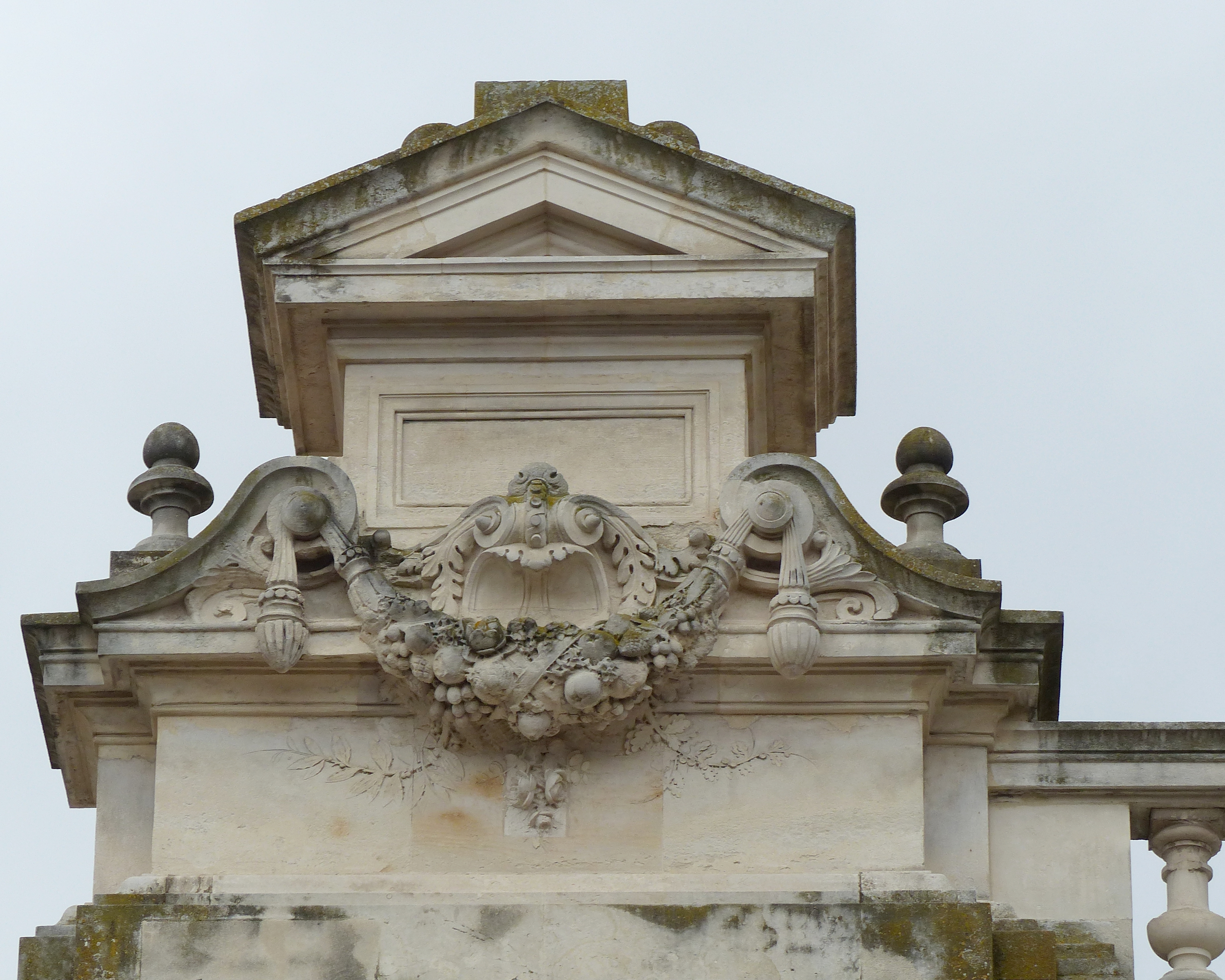
Façade de la galerie Jules Salles, Nîmes.
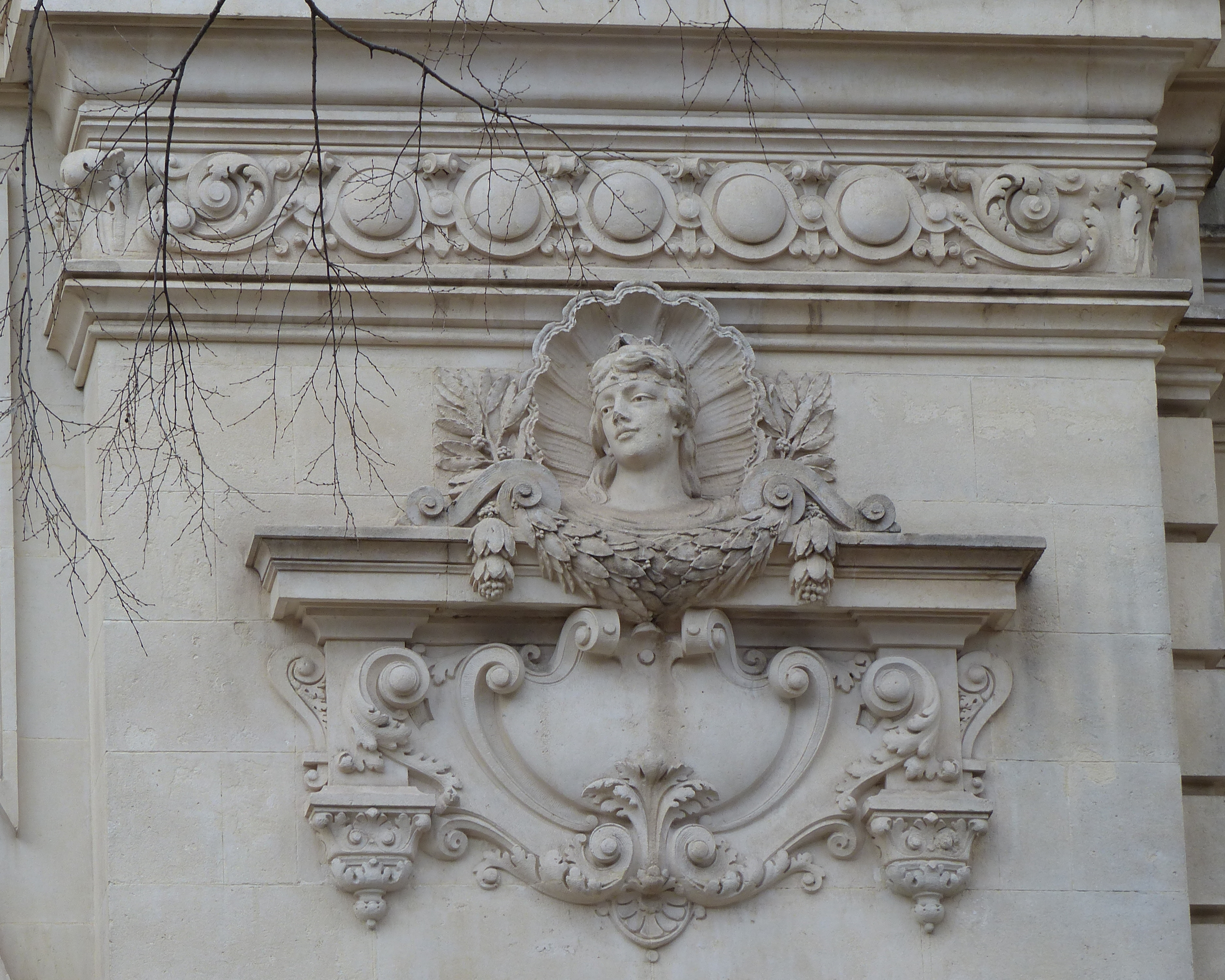
Façade de la galerie Jules Salles, Nîmes.
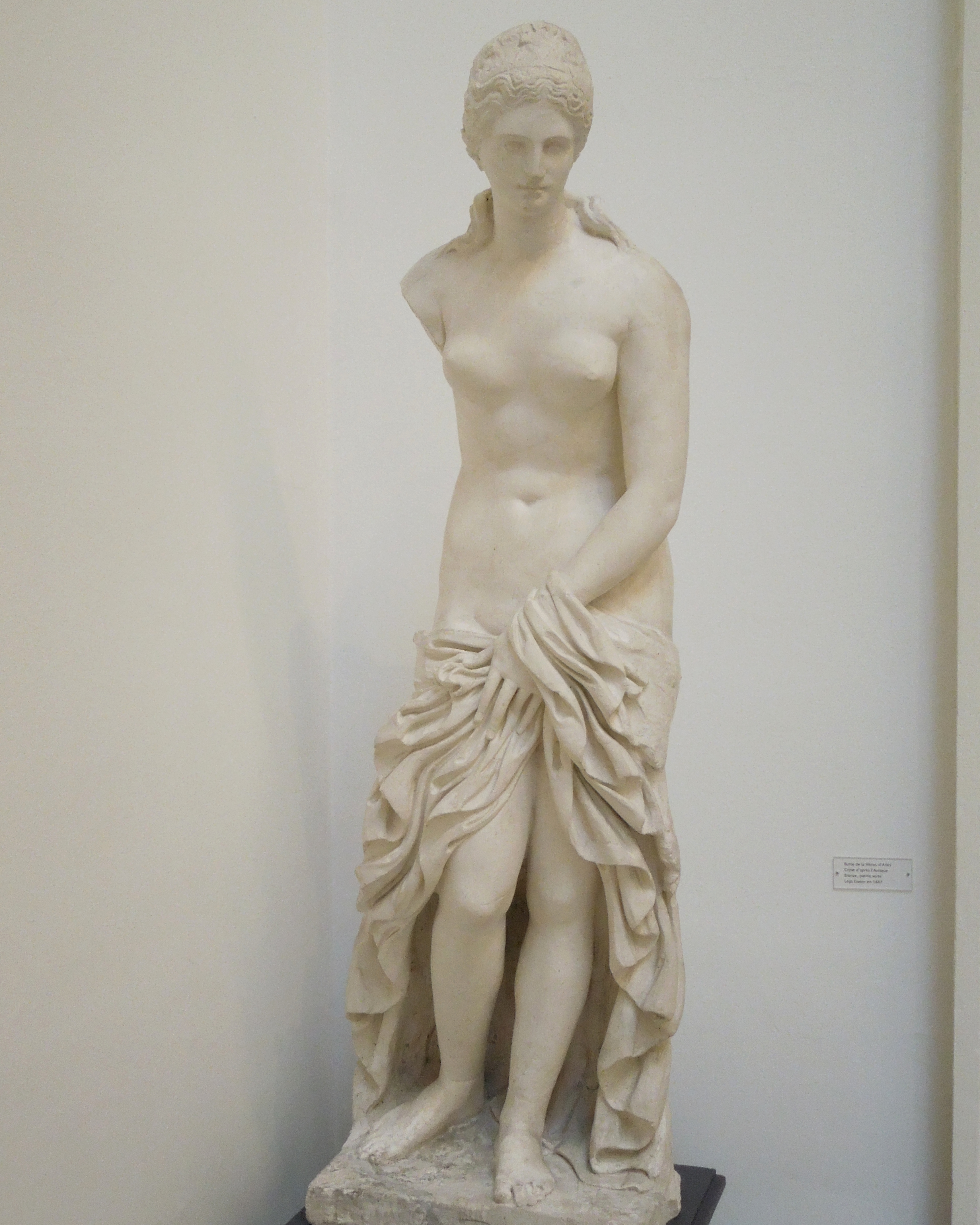
La Vénus de Nîmes, musée des Beaux-Arts de Nîmes.